# Sikor Margit
Hevesi Jánosné Sikor Margit (Győr, 1861. március 22. – Jászjákóhalma, 1944. október 23.) színésznő, író, elbeszélő.

## Élete
Győrött született, ahol apja, Sikor József törvényszéki orvos és jogakadémiai magántanár volt, anyja Toldy Irma, Toldy Ferenc leánya. 14 éves koráig Győrött tanult a Zsalud-féle intézetben; apja ekkor a fővárosi mintarajziskolába küldte. Ő azonban a színi képzőbe vágyott, amibe viszont apja nem egyezett bele. Egy év múlva haza ment és végképp lemondott a színészetről, de e pálya iránti rajongása majd kedélybeteggé tette. Tehetségét ekkor az írói pályán akarta érvényesíteni és mivel apja ebben is akadályozta, eleinte Nulla, később Nihil álnevek alatt közölte tárcáit a győri lapokban. 1881-ben tűnt fel a Budapesti Hirlapban. 
1887. október 29-én Győrött a belvárosi római katolikus plébánián nőül ment Hevesi János középiskolai tanítóhoz és szerkesztőhöz. Násznagyok voltak a menyasszony részéről Szilágyi Gáspár püspöki jószágigazgató, a vőlegény részéről Szabó Károly Sopron vármegyei királyi tanfelügyelő. Egyik fia az első világháborúban hősi halált halt. 
Beszédeket és tárcákat írt a győri Hazánkba, a Győri Közlönybe, a Győri Hirlapba és a Fővárosi Lapokba (álnevek alatt); a Budapesti Hirlapba (1881. márcz. Húshagyó kedd, hamvazó szerda); a Koszorúba (1881. tárca, melyet a Petőfi-társaság ülésén felolvastak); a Magyar Gazdasszonyok Lapjába és a Magyar Háziasszonyba (1885. cikkeivel kisebb pályadíjat nyert); a Budapesti Bazárba (1888. Az élet hullámain, regény; 1893. Mimóza kisasszony, regény); a Pesti Naplóba (1889. Kapitány úr házassága, elb.); a Képes Családi Lapokba (1889.); a Magyar Szalonba (XII. 1889-90. A gyermek).

## Munkái
- Babos uram betegsége vagy a pálinka hatása. A «Jó könyvek» 250 frankos pályázatán díjnyertes elbeszélés, 3 képpel, rajzolta Gorró Lajos. Bpest, 1884. (Jó könyvek a magyarnép számára 28. Sikor Margit névvel.)
- Aprócseprő históriák. Bpest, 1886. (Sikor Margit névvel, Komócsi József előszavával. Ism. a Nemzet 145. sz.)
- Az élet. Elbeszélések. Bpest, 1891. (Ism. Budapesti Hirlap 356. sz.)